# Jam the Wink
Albums de Wink
Wink Memories 1988-1996
(1996) Treasure Collection
(1999)
Jam the Wink est le deuxième album de remix de chansons de Wink, sorti post-séparation en 1996 (ou le troisième, si l'on considère Diamond Box comme tel).

## Présentation
L'album sort le 11 septembre 1996 au Japon sous le label Polystar, cinq mois seulement après la compilation Wink Memories 1988-1996 qui marquait la fin officielle des activités du groupe. 
L'album ne contient que deux longs titres : Slow Jam et Up Jam, deux "Mix Non Stop" constitués chacun d'une douzaine d'extraits mixés ensemble de chansons du groupe, la plupart sorties en singles, incluant des reprises adaptées en japonais de chansons occidentales : Welcome to the Edge (Omoide Made Soba ni Ite ) de Billie Hughes, Boys Don't Cry (Namida wo Misenaide) de Moulin Rouge, Sugar Baby Love de The Rubettes, Turn It Into Love (Ai ga Tomaranai) de Kylie Minogue, Sexy Music de The Nolans, My Turn (Kanashimi Yori mo Shitataka ni) de la chanteuse Tasha, Jive into the Night du groupe Green Olives...

## Liste des titres
1. Slow JAM
  - Cherie Mon Cherie (シェリー モン シェリ?)
  - Dare mo Shiranai (誰も知らない?) (de l'album Brunch)
  - Ai wo Komete (愛を込めて?) (de l'album Brunch)
  - Jyuunigatsu no Orihime (12月の織姫?) (du single Haitoku no Scenario, et de l'album Sapphire)
  - Merry Little X'mas (de l'album Reminiscence)
  - Angel Love Story ~Akiiro no Tenshi~ (秋色の天使?)
  - Shake it (du single Manatsu no Tremolo)
  - Omoide Made Soba ni Ite ~Welcome to the Edge~ (想い出までそばにいて?) (du single Yoru ni Hagurete ~Where Were You Last Night~)
  - Anata e no Omoi (あなたへの想い?) (de l'album Brunch)
  - Amaryllis (アマリリス?)
  - One Night in Heaven ~Mayonaka no Angel~ (真夜中のエンジェル?)
  - Kitto Atsui Kuchibiru ~Remain~ (きっと熱いくちびる ～リメイン～?)
2. Up JAM
  - Namida wo Misenaide ~Boys Don't Cry~ (涙をみせないで?)
  - Sugar Baby Love
  - Sexy Music
  - Sakihokore Itoshisa yo (咲き誇れ愛しさよ?)
  - Twinkle Twinkle (トゥインクル トゥインクル?)
  - Manatsu no Tremolo (真夏のトレモロ?)
  - Cat-Walk Dancing (du single One Night in Heaven ~Mayonaka no Angel~)
  - New Moon ni Aimashō (ニュー・ムーンに逢いましょう?)
  - Maboroshi ga Sakenderu (幻が叫んでる?) (du single Kekkon Shō Ne, et de l'album Aphrodite)
  - Ai ga Tomaranai ~Turn It Into Love~ (愛が止まらない?)
  - Kanashimi Yori mo Shitataka ni ~My Turn~ (悲しみよりもしたたかに?) (de l'album Flyin' High)
  - Jive Into the Night ~Yaban na Yoru ni~ (...～野蛮な夜に～?) (HYPER EURO MIX)
  - Drop (de l'album Brunch)
  - Real na Yume no Jōken (リアルな夢の条件?)
  - Matenrō Museum (摩天楼ミュージアム?)